# المكتبة الملكية الدنماركية
المكتبة الملكية الدنماركية، (بالدنماركية: ديت كيل. بيبليتوك) هي النسخة المدمجة من المكتبتين الوطنيتين السابقتين في الدنمارك: مكتبة الدولة والجامعة في آرهوس والمكتبة الملكية في كوبنهاغن. وعلى الرغم من أنها الآن تحت منظمة واحدة إلا أنه يتم الحفاظ على المواقع المنفصلة في كلتا المدينتين.
تم تنفيذ هذا الاندماج في 1 يناير 2017.